# Angelo Notari
Angelo Notari (ur. 14 stycznia 1566 w Padwie, zm. w grudniu 1663 w Londynie) – włoski kompozytor działający w okresie baroku.
Kształcił się w Wenecji, wyemigrował do Anglii. Od 1610 w służbie księcia Henryka II, a następnie od 1618 króla Karola II.
Najważniejszym dziełem Notari było Prime Musiche Nuove, opublikowane w 1613. Zawiera monodie, canzonetty i ornamentalną wersję instrumentalną jednego z madrygałów Cypriano de Rore. Dzieło to ma dużą wagę, ponieważ dzięki niemu Notari wprowadził styl włoski na dwór angielski.
Zmarł w Londynie w 1663 w wieku 97 lat.

## Publikacje
- Faksymile Prime Musiche Nuove, Londyn, William Hole. javanese.imslp.info. [zarchiwizowane z tego adresu (2016-03-04)].